# Nicolaas Hendrik Beversluis
Nicolaas Hendrik Beversluis, Nieuw-Beijerland, 1 februari 1850 - Paterson, 5 juli 1931, was een Nederlands predikant van de Ledeboerianen en, na 1907, van de Gereformeerde Gemeenten. Met Gerrit Hendrik Kersten was hij een van de drijvende krachten achter de 'vereniging van 1907'.

## Biografie
Beversluis werd geboren in Nieuw-Beijerland. Zijn vader Jan Beversluis was timmerman en 'doodbidder', begrafenisdienaar. Op jonge leeftijd kwam hij tot bekering. Nadat hij eerst bij de politie had gewerkt, werd hij onderwijzer. Al spoedig voelde hij de roeping om voor te gaan, bij de Ledeboeriaanse Gemeenten was Beversluis vanaf 1891 ongeveer tien jaar als oefenaar actief. Beversluis was een groot voorstander van de vereniging met de zogenaamde Kruisgemeenten. Zijn persoonlijk contacten met Gerrit Hendrik Kersten gaven het verenigingsproces de nodige vaart. Ds. Beversluis was de praeses (voorzitter) van de Algemene Vergadering van 1907, de constituerende vergadering waarop een gedeelte van de Ledeboerianen zich verenigde met de Gereformeerde Kerken onder het Kruis tot de Gereformeerde Gemeenten. Kersten was scriba. Na deze kerkelijke vereniging zou de predikant overigens niet lang meer een stempel op het nieuwe kerkverband drukken, want hij nam in 1908 een beroep aan naar Paterson in de Amerikaanse staat New Jersey. Die gemeente van de Netherlands Reformed Congregations heeft hij tot aan zijn emeritaat gediend. In 1931 overleed hij.

## Vernoeming(en)
- In Gouda is een basisschool naar hem genoemd.